# Xã Easton, Quận Leavenworth, Kansas
Xã Easton (tiếng Anh: Easton Township) là một xã thuộc quận Leavenworth, tiểu bang Kansas, Hoa Kỳ. Năm 2010, dân số của xã này là 1.131 người.